# Schloss Emhof

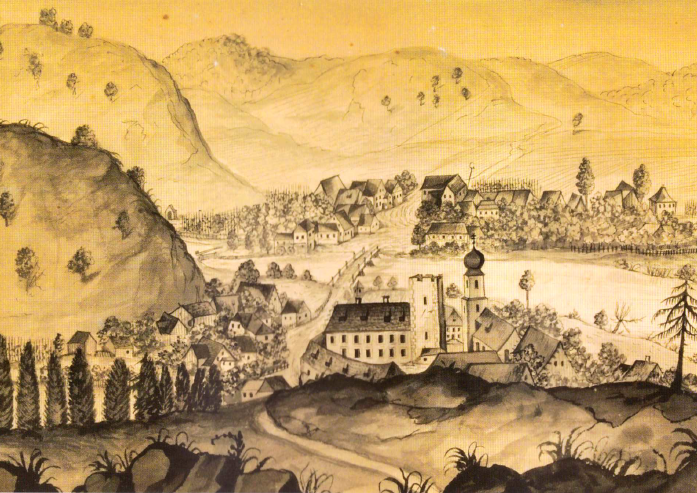
Schloss Emhof nach einem Stich von Johann Georg Hämmerl der Jüngere um 1800

Schloss Emhof ist ein Schloss in dem gleichnamigen Ort Emhof, seit 1946 ein Ortsteil der Oberpfälzer Marktgemeinde Schmidmühlen im Landkreis Amberg-Sulzbach in Bayern. Die Anlage wird als Bodendenkmal unter der Aktennummer D-3-6737-0035 im Bayernatlas als „archäologische Befunde des Mittelalters und der frühen Neuzeit im Bereich des Schlosses und der Kath. Filialkirche St. Jakobus in Emhof, darunter die Spuren von Vorgängerbauten bzw. älterer Bauphasen“ geführt. Ebenso ist sie unter der Aktennummer D-3-71-148-36 als denkmalgeschütztes Baudenkmal von Emhof verzeichnet.

## Geschichte
Emhof wird 997 in den Traditionen des Klosters Emmeram erstmals erwähnt. Dort wird beurkundet, dass der Abt Ramwod den Zins einer Hube für die Lichter (gemeint ist das ewige Licht) in den Kapellen „Premberg und Emmhofen“ gibt.

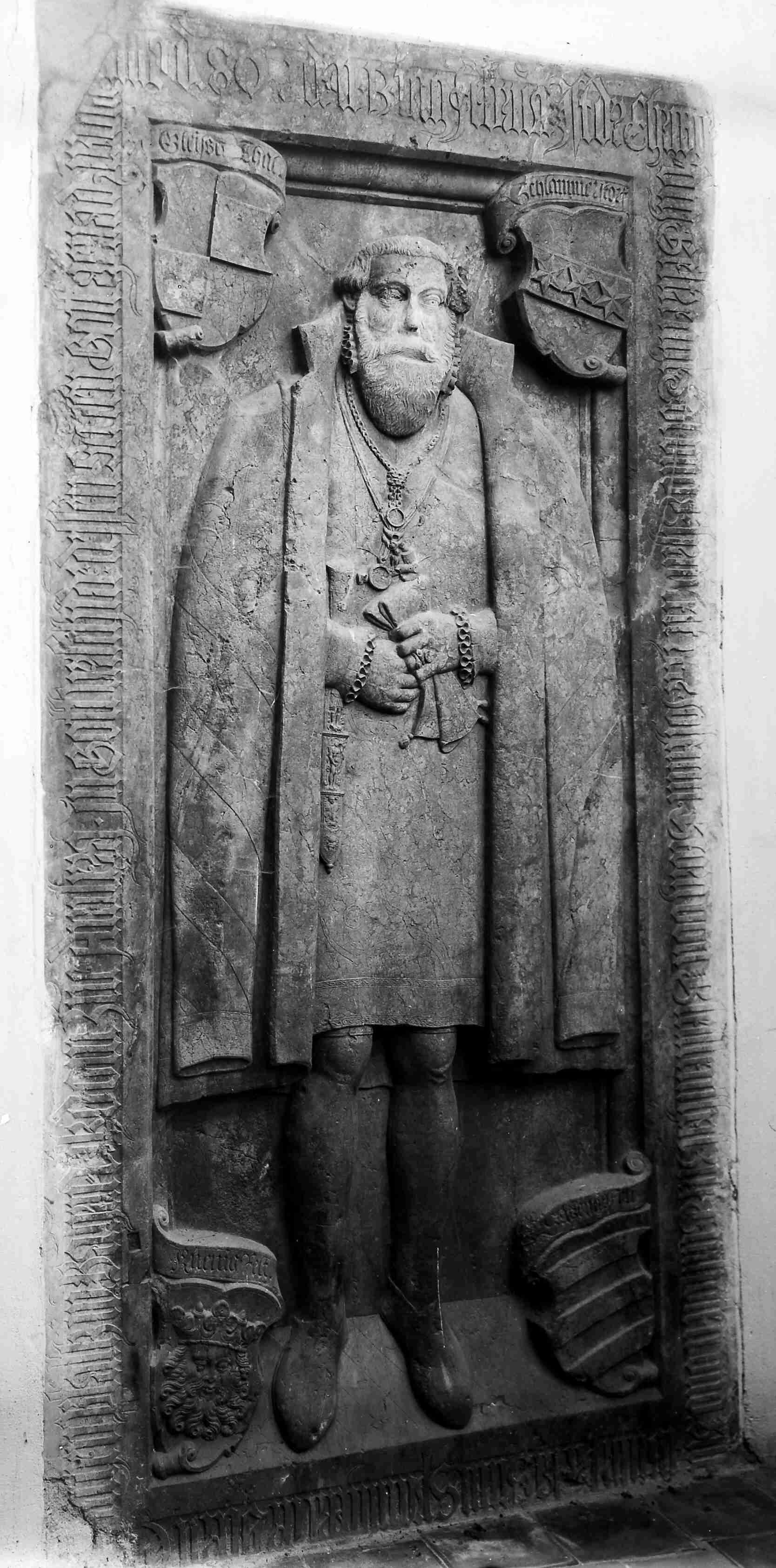
Hans Georg von Gleißenthal

Erste Besitzer des Rittergutes waren vom 11. bis 14. Jahrhundert die Emhofer (erstmals 1126 genannt), 1343 wird Ulrich Emhofer genannt und 1385 nochmals ein Hans Emhofer. Auf diese folgen die Kegler, so 1347 Ott der junge Chegler von Emhofen und Mitte des 15. Jahrhunderts die Amringer. Erwähnt wird Stephan Amringer (1458). Am 1. August 1523  wird Willhelm von Schlammersdorf genannt. Am 31. Dezember 1555 war Oswald von Gleissenthal der hiesige Besitzer, dann Hans Georg von Gleisenthal, ehemals Prälat des Klosters Speinshart und später Vicedom von Amberg (* um 1507 in Emhof, † 1589 in Speinhard), sein Grabstein befindet sich in Neustadt am Kulm. Auf ihn folgte sein Schwiegersohn Tobias Herstenzki von Herstein, ein Adeliger böhmischer Abstammung. Dann ist hier Julius Visconti († 1656) ansässig. 1665 kommt die Hofmark an Karl Ferdinand Freiherr von Muggenthal. Von 1670 bis 1769 sind die Maffey die hiesigen Besitzer; sie siedelten später nach München über waren die Begründer der berühmten Krauss-Maffeiwerke. Auf diese folgen 1769–1800 die Freiherren von Rummel. Das adelige Landgut Emhof des Grafen von der Goltz zu Marienwerder in Westpreußen wurde 1813 durch das königliche Landgericht Burglengenfeld versteigert.
1810 erwarb der Amberger Apotheker Adam von Fassmann die Burg Emhof. Er ließ diese mit ihrem viereckigen Turm 1816 abbrechen. Während seiner zeitweiligen Abwesenheit vernichteten die Arbeiter das im Turm untergebrachte Archiv. An der Stelle der abgerissenen Burg wurde 1816/1817 das „neue Schloss“ gebaut. Im Obergeschoss soll sich ein Saal mit auf die Wand gemalten Landschaften von 1820 befinden. Mit dem innerhalb des Berings aufgeführten Stallungen, einem Jägerhaus und einem Tor war dies noch immer eine ansehnliche Anlage. Aus dem Schloss wurde später eine Brauerei und dann ein Gasthaus, heute wird es als Wohnhaus genutzt.
Eine gewisse Berühmtheit hatte Emhof im Spanischen Erbfolgekrieg erhalten, als hier in der Schlacht bei Schmidmühlen der Markgraf Georg Friedrich von Brandenburg-Ansbach tödlich verwundet wurde, eine Gedenktafel in der Kirche St. Jacobus erinnert an dieses Ereignis.
Im Mittelalter soll sich in Emhof ein Eisenhammer befunden haben. Weitere Informationen darüber gibt es aber nicht. Sicher verbürgt ist nur die Existenz einer Mühle, die im 19. Jahrhundert in eine Spiegelglasschleife und ein Polierwerk umgebaut wurde. Heute befindet sich hier noch eine Kleinwasserkraftanlage.

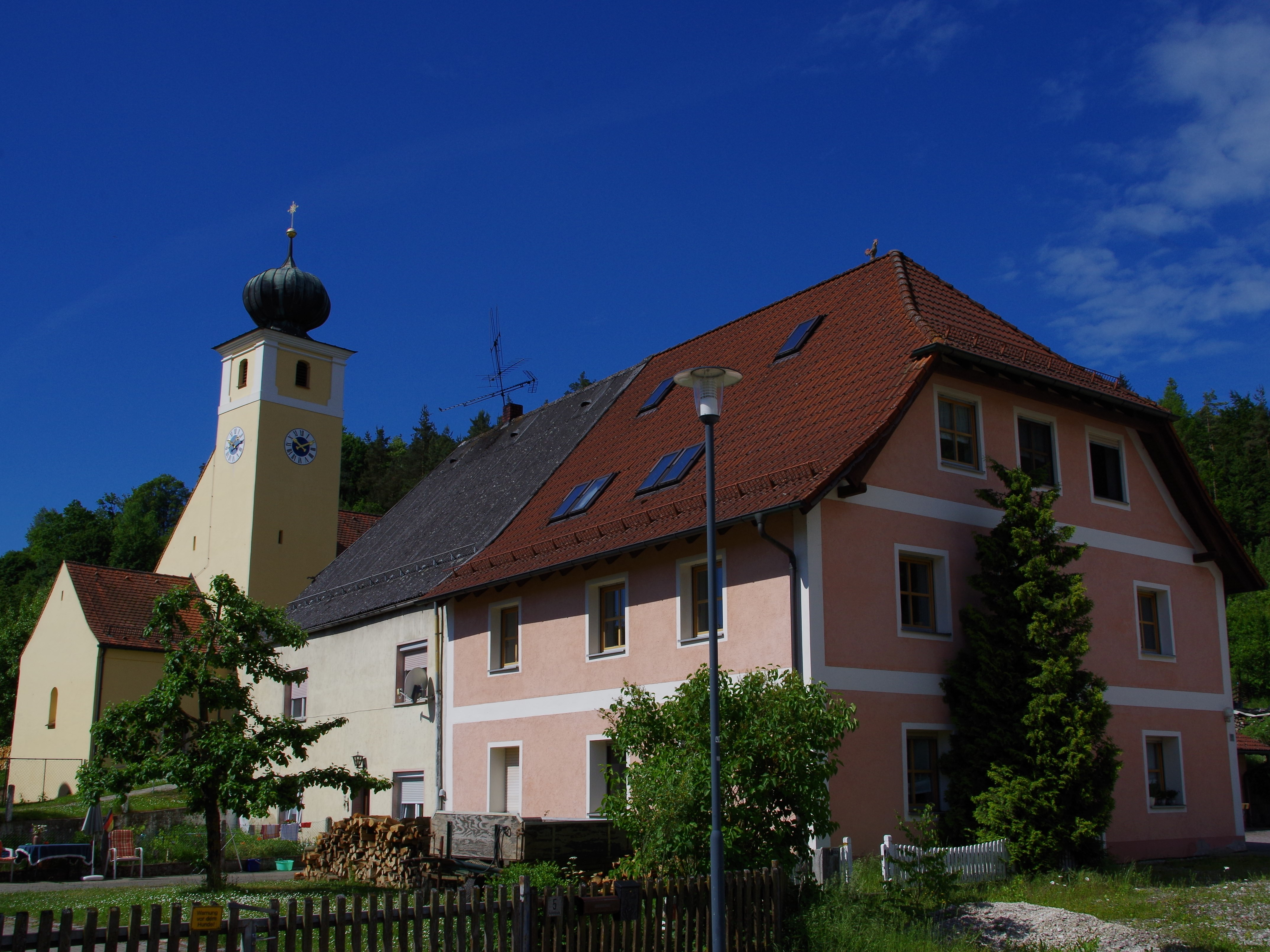
Schloss Emhof heute (2013)

## Schloss Emhof heute

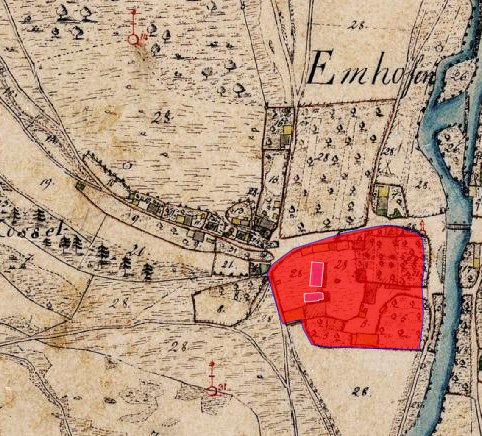
Lageplan von Schloss Emhof auf dem Urkataster von Bayern

An der Stelle der abgerissenen Burg Emhof wurde 1816/17 das „neue Schloss“ gebaut. Aus diesem Schloss wurde später eine Brauerei, dann ein Gasthaus, jetzt dient es als Wohnhaus.